# Goirle (gemeente)
Goirle (uitspraakⓘ) (Brabants: Gôol) is een gemeente in de Nederlandse provincie Noord-Brabant, gelegen direct ten zuiden van Tilburg. De gemeente telt 24.327 inwoners (22 november 2024, bron: CBS), heeft een oppervlakte van 42,21 km² (waarvan 0,01 km² water) en ligt op een hoogte van 15 meter. De hoofdplaats is het gelijknamige Goirle.
De omgeving van Goirle is rijk aan natuurschoon (Regte Heide, Landgoed het Riels Hoefke, Het Ooievaarsnest, Gorp en Roovert, Landgoed Nieuwkerk en Het Riels Laag). De naam Goirle komt van het woord goor, wat drassig betekent en van het woord lo, wat moeras of bos betekent.

## Geografie

### Ligging
Dichtstbijzijnde grotere steden zijn Tilburg, Turnhout (via N12), Breda (via A58), Eindhoven (via A58).

### Kernen en gehuchten
Kernen:
- Goirle
- Riel

Gehuchten:
- Breehees

## Topografie
Topografische kaart van de gemeente Goirle, september 2022.

## Geschiedenis

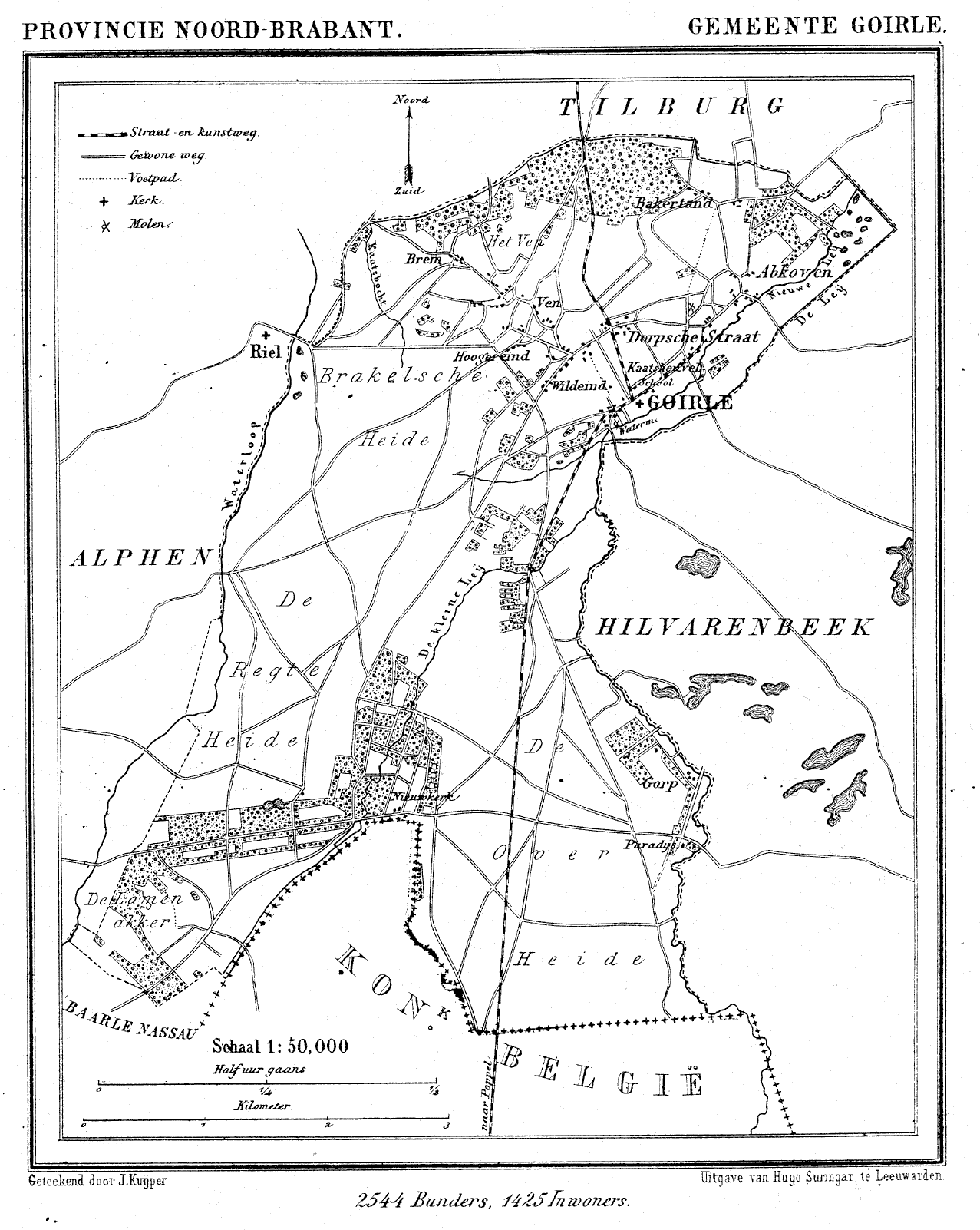
Goirle in 1865

Vanouds behoorde Goirle tot de heerlijkheid Tilburg en Goirle. Reeds in 1795 bestonden er plannen om beide plaatsen zelfstandig te maken. In 1803 gebeurde dit en werden Tilburg en Goirle zelfstandige gemeenten. Bij de gemeentelijke herindeling per 1 januari 1997 zou Goirle aanvankelijk bij Tilburg gevoegd worden. Na hevige protesten bleef Goirle echter zelfstandig en vond een uitbreiding plaats met de kern Riel, die tot dan toe deel uitmaakte van de gemeente Alphen en Riel.

## Standbeeld voor Duitse soldaat
In Goirle (in de kern Riel) staat een standbeeld voor een Duitse soldaat. Het is voor Karl-Heinz Rosch, een soldaat die in oktober 1944 twee kinderen uit Goirle redde van geallieerd vuur en daarbij zelf het leven liet.

## Verkeer en vervoer

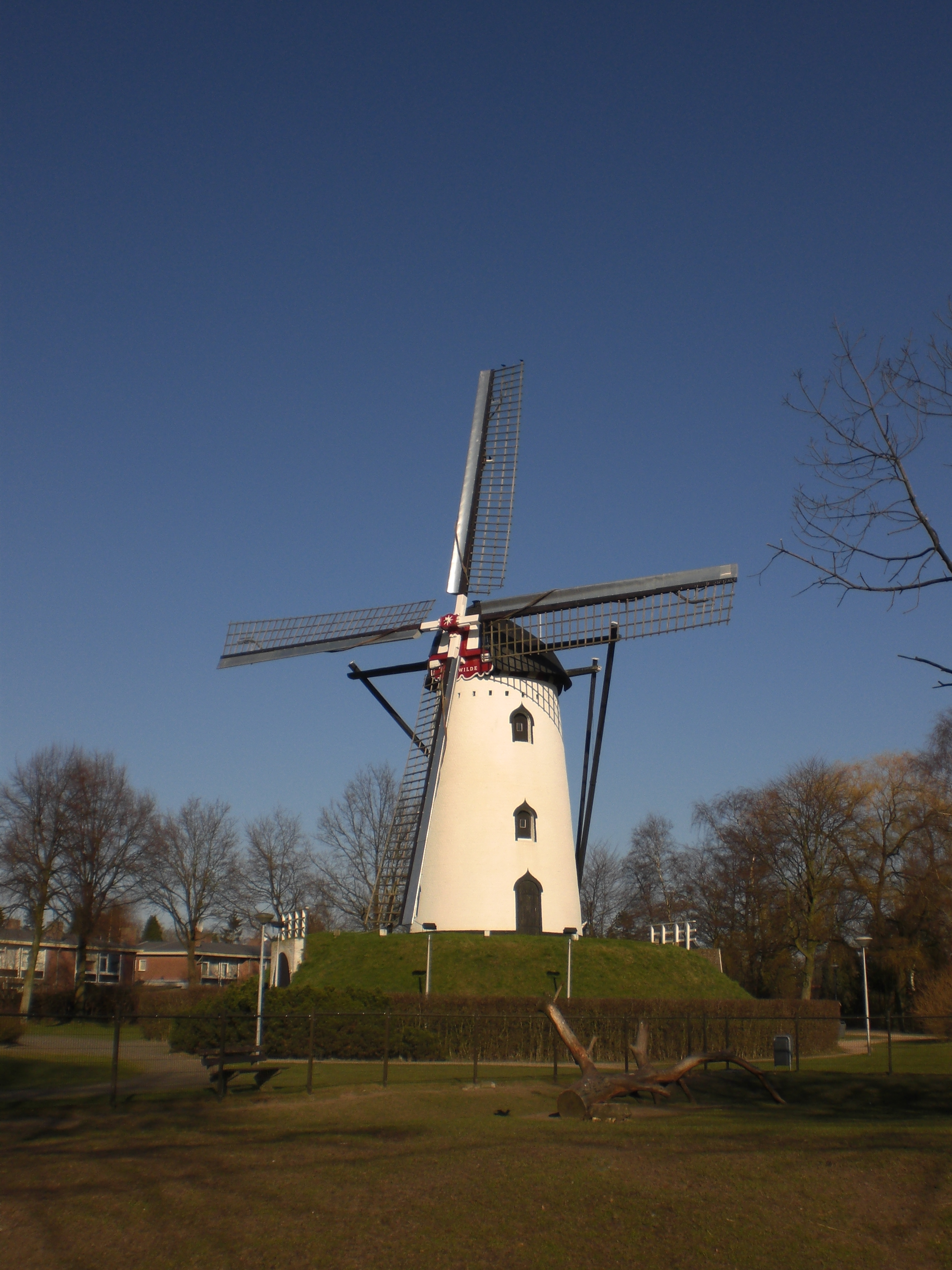
Molen De Wilde gebouwd in 1898

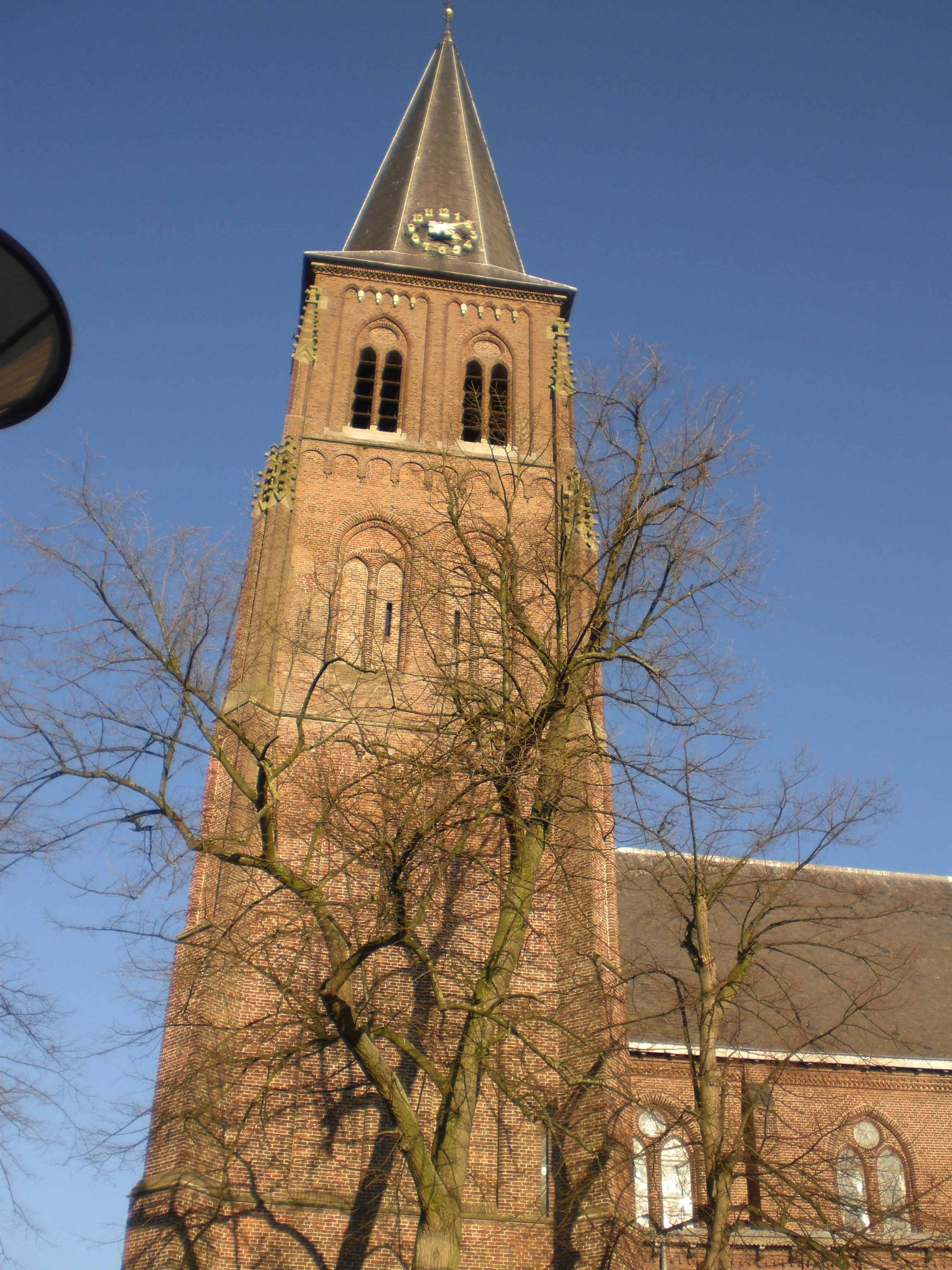
RK Kerk 'St.-Jan' in Goirle

De gemeente Goirle is bereikbaar via de rijksweg A58 (Eindhoven - Breda - Vlissingen) en de Turnhoutsebaan (Tilburg - Poppel-grens - Turnhout).

### Bus
Er rijden in Goirle vier buslijnen. Deze worden verzorgd door de Arriva en De Lijn. Sinds 2004 maakt Goirle gebruik van de T-bus, een nieuwe opzet van het openbaar stadsvervoer in Tilburg, met snelle verbinding op de hoofdassen en aansluitingen naar gebieden met kleinere vervoersvraag.
De Vlaamse busonderneming De Lijn verzorgt busvervoer vanuit Goirle naar Turnhout, via de kleine kernen Poppel, Weelde, Ravels en Oud-Turnhout en verzorgt vervoer naar Tilburg, Arendonk en Hoogstraten.
In Riel rijdt er één streeklijn van Arriva.
Overzicht lijnen:
- Stadslijn 2: Goirle Baronielaan - Wittendijk - Goirle-Centrum - Abcovenseweg - Tilburg
- Streeklijn 137: Tilburg - Willem II Stadion - Goirle-Noord - Riel - Baarle-Nassau
- Buurtlijn 295: Goirle - Hilvarenbeek Vrijthof
- Streeklijn 450: Tilburg - Willem II Stadion - Goirle-Centrum - Wittendijk - Poppel - Ravels - Turnhout
- Schoollijn 451: Goirle Natuurpoort Roovertsche Leij - Poppel - Weelde - Ravels - Oud-Turnhout - Turnhout
- Schoollijn 456: Goirle Natuurpoort Roovertsche Leij - Poppel - Weelde - Ravels - Oosthoven - Oud-Turnhout - Arendonk
- Schoollijn 458: Goirle Natuurpoort Roovertsche Leij - Poppel - Weelde - Merksplas - Wortel - Hoogstraten
- Schoollijn 637: Baarle-Nassau → Alphen → Riel → Goirle → Tilburg

### Trein en tram
Van 1 oktober 1867 Tot 7 oktober 1934 had Riel een station Riel, gelegen aan de spoorlijn Tilburg - Turnhout. De zijlijn Riel-Goirle van dit lijntje diende alleen voor goederenvervoer. Op 24 september 1907 kwam de stoomtram Tilburg - Goirle - Hilvarenbeek - Esbeek in gebruik, die in 1909 doorgetrokken werd naar Poppel, waar zij aansloot op het Belgische tramnet. Op 15 september 1935 werd deze tramlijn gesloten. Sinds 1989 is op de bedding van de voormalige spoorlijn Tilburg - Turnhout een toeristisch fietspad aangelegd: Bels Lijntje.

## Textiel
De gemeente Goirle staat van oudsher onder meer bekend om de textielindustrie, hierin speelden een aantal textielfabrikantenfamilies een belangrijke rol, met name: Van Puijenbroek en Van Besouw. Hoewel er in Goirle nog twee textielfabrieken in bedrijf zijn oogt de plaats verre van industrieel. Dit komt doordat de plaats, vanwege de ligging dicht bij Tilburg, tot een forensenplaats is uitgegroeid.

## Politiek

### Gemeenteraad
De gemeenteraad van Goirle bestaat uit 19 zetels. Hieronder staat de samenstelling van de gemeenteraad sinds 1999:
| Partij                               | 1999 | 2002 | 2006 | 2010   | 2014   | 2018   | 2022   |
| ------------------------------------ | ---- | ---- | ---- | ------ | ------ | ------ | ------ |
| Lijst Riel-Goirle                    | 8    | 7    | 5    | 6      | 4      | 4      | 5      |
| Gezond Verstand Goirle Riel          | -    | -    | -    | -      | -      | -      | 4      |
| VVD                                  | 2    | 2    | 1    | 2      | 3      | 3      | 2      |
| Pro Actief Goirle                    | -    | -    | 3    | 3      | 3      | 3      | 2      |
| D66                                  | 1    | 1    | -    | -      | -      | 2      | 2      |
| PvdA                                 | 1    | 2    | 4    | 2      | 2      | 1      | 2      |
| CDA                                  | 2    | 2    | 3    | 3      | 3      | 3      | 1      |
| Arbeiderspartij Goirle-Riel          | -    | -    | -    | -      | -      | 1      | 1      |
| SP                                   | -    | -    | -    | 2      | 3      | 2      | -      |
| Lijst Couwenberg                     | -    | -    | -    | 1      | 1      | 1      | -      |
| Goirlese Katholieke Arbeiders Partij | 1    | 3    | 3    | -      | -      | -      | -      |
| GroenLinks                           | 3    | 2    | -    | -      | -      | -      | -      |
| Gemeenschapsbelangen Goirle          | 1    | -    | -    | -      | -      | -      | -      |
| Totaal                               | 19   | 19   | 19   | 19     | 19     | 19     | 19     |
| Opkomst                              |      |      |      | 51,94% | 51,70% | 54,92% | 52,06% |

### College van B&W
(situatie 2022-2026)
- Burgemeester Mark van Stappershoef
- Wethouder Liselotte Franssen (Lijst Riel Goirle)
- Wethouder Christel van Neerven (PAG) januari 2023 afgetreden door privé omstandigheden[1]
- Wethouder Peter van Dijk (VVD)
- Wethouder Janneke van den Hout (D66)

## Sportclubs

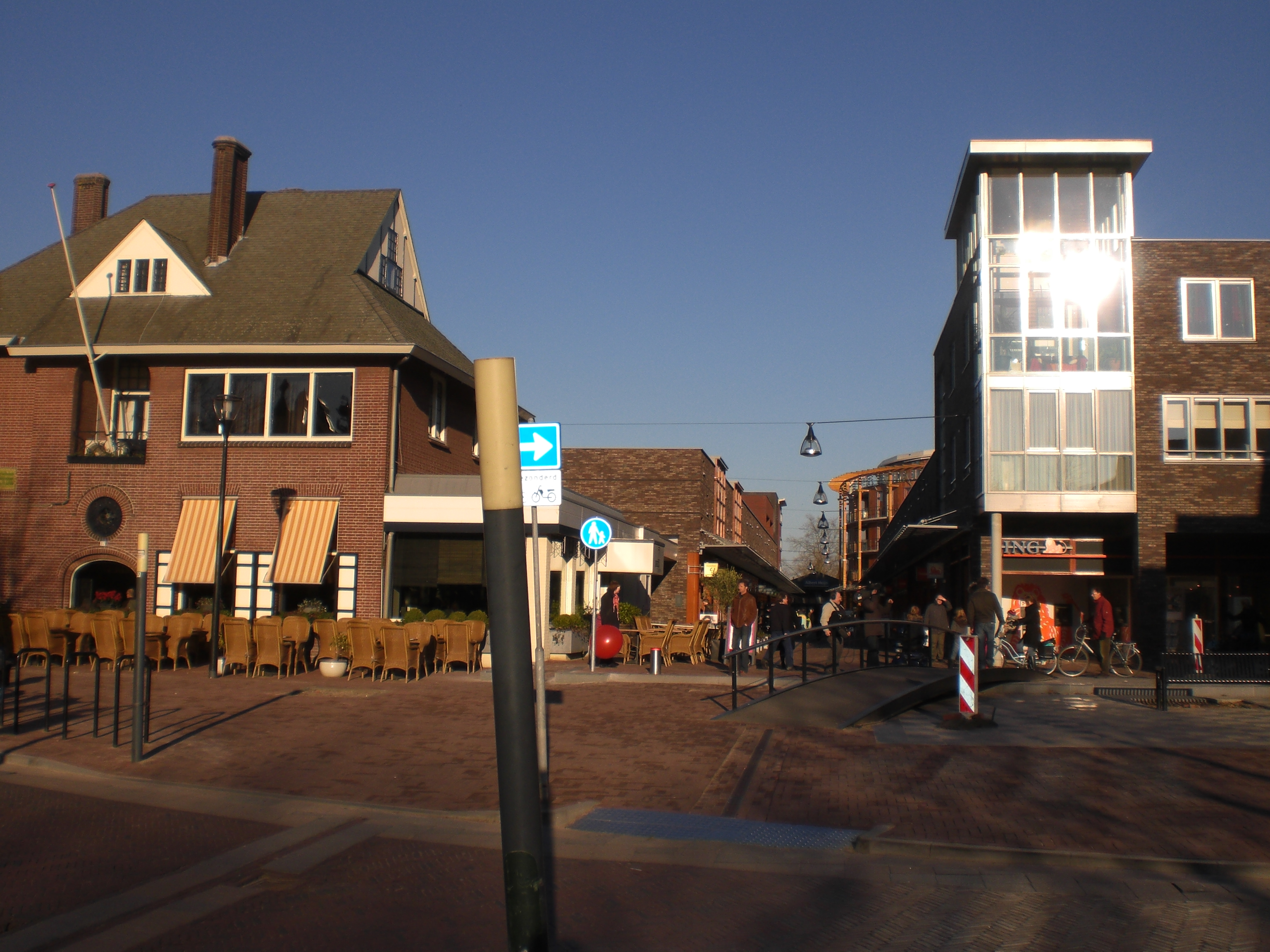
Het Goirlese winkelcentrum De Hovel, geopend na een renovatie in november 2007

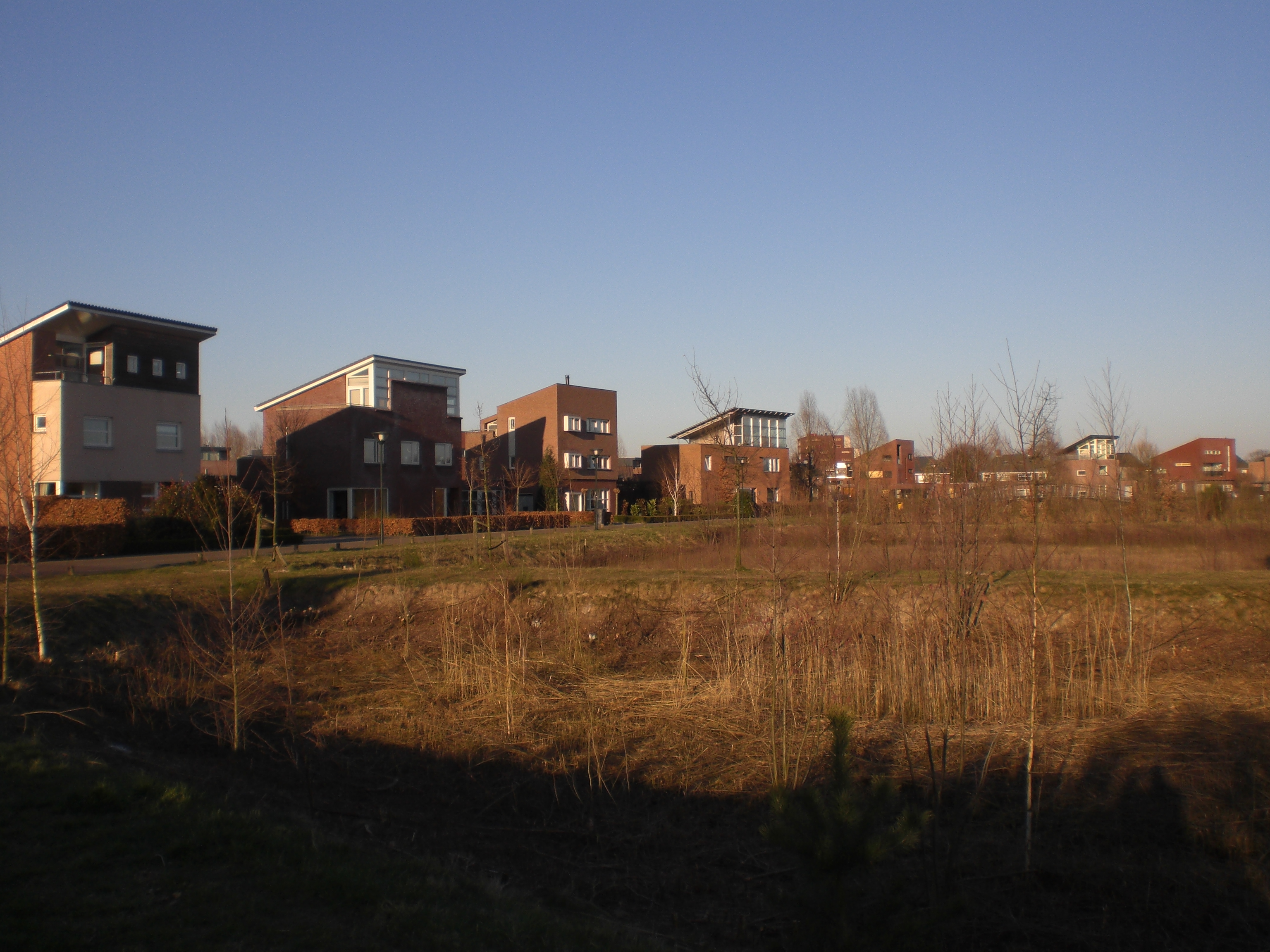
Nieuwbouwwijk De Hoge Wal in het noordoosten van Goirle

- Gymnastiek vereniging S.O.S. Goirle (gymnastiek)
- B.C. Goirle (badminton)
- GHV (handbal)
- St. Sebastiaan (boogschieten)
- MHC Goirle (hockey)
- Taekwondo Goirle (taekwondo)
- S.V. Red Star '58 (tafeltennis)
- GSBW (voetbal)
- VOAB (voetbal)
- VC Goirle (volleybal)
- VV Riel (voetbal)
- WSVG (windsurfen)
- GZVV (zaalvoetbal)
- RZG (zaalvoetbal)
- WTC de Hellen (Wielrennen)
- L.T.C. Goirle (tennis)
- Gilde St. Mauritius (geweerschieten op wip)
- Sportschool Bruers (karate, boksen en kickboksen)

## Radio en televisie
Goirle heeft tevens een eigen lokale radio- en televisieomroep genaamd Lokale Omroep Goirle, beter bekend als de 'LOG'.

## Cultuur

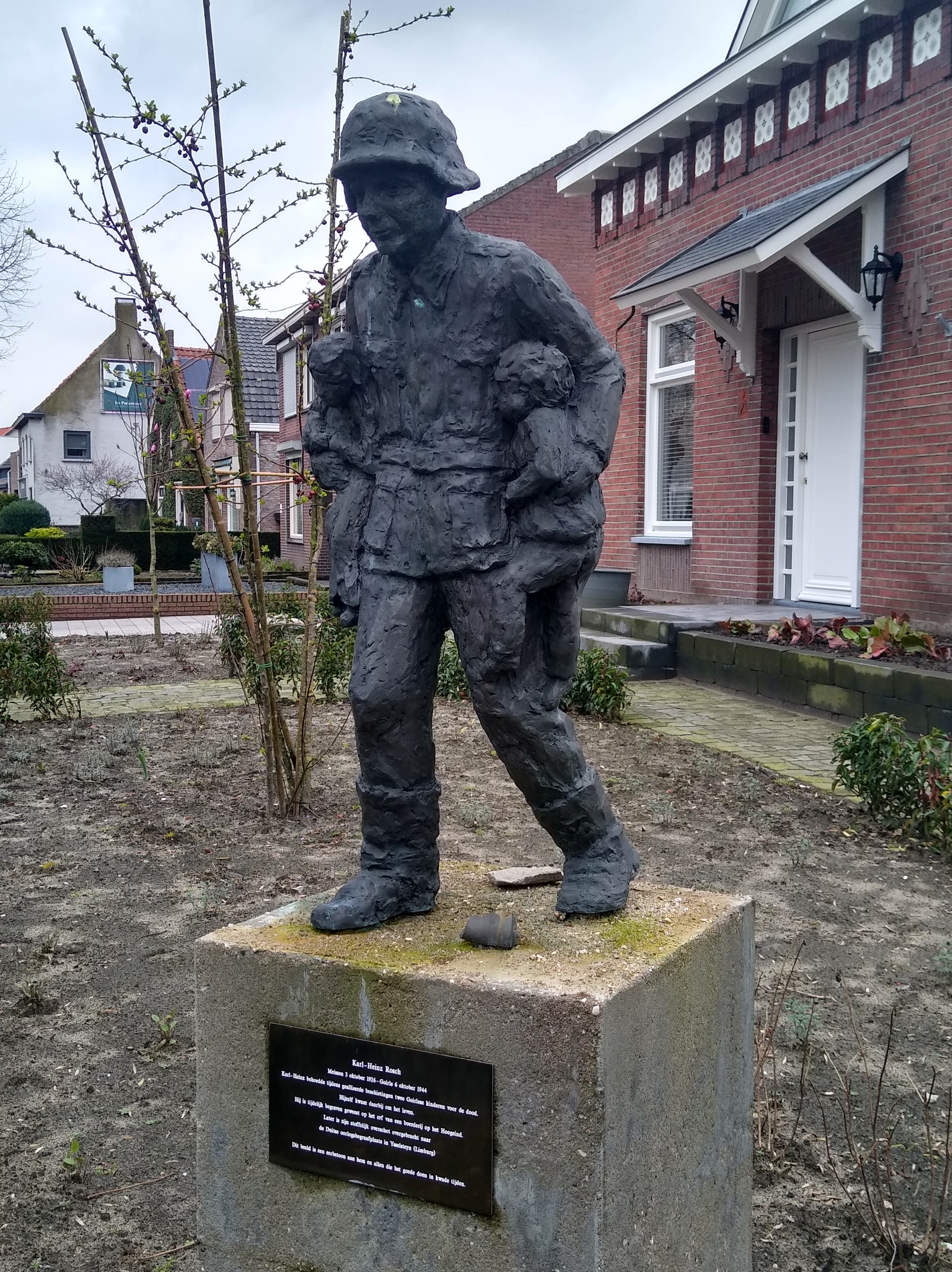
Standbeeld voor een Duitse soldaat te Riel

### Cultureel Centrum Jan van Besouw
In het hart van Goirle bevindt zich CC Jan van Besouw, theater, lokale omroep, bibliotheek, muziek- en dansschool en thuis voor 25 verenigingen, orkesten en zangkoren.

### Monumenten
In de gemeente zijn er een aantal rijksmonumenten, gemeentelijke monumenten, en oorlogsmonumenten, zie:
- Lijst van rijksmonumenten in Goirle (gemeente)
- Lijst van gemeentelijke monumenten in Goirle
- Lijst van oorlogsmonumenten in Goirle
- Lijst van Stolpersteine in Goirle

### Carnaval
Tijdens de carnavalsdagen wordt Goirle omgedoopt in Ballefruttersgat. Dit slaat op de bijverdiensten van wevers: die maakten kaatseballen van onder andere paardenhaar in lederen ballen. Het paardenhaar werd in de ballen "gefrut".

### Kunst in de openbare ruimte
In de gemeente Goirle zijn diverse beelden, sculpturen en objecten geplaatst in de openbare ruimte, zie:
- Lijst van beelden in Goirle

## Aangrenzende gemeenten
| Aangrenzende gemeenten | Aangrenzende gemeenten | Aangrenzende gemeenten | Aangrenzende gemeenten | Aangrenzende gemeenten |
| ---------------------- | ---------------------- | ---------------------- | ---------------------- | ---------------------- |
| Gilze en Rijen         |                        | Tilburg                |                        |                        |
|                        |                        |                        |                        |                        |
| Alphen-Chaam           |                        |                        |                        |                        |
|                        |                        |                        |                        |                        |
|                        |                        | Ravels (B)             |                        | Hilvarenbeek           |

## Bekende Goirlenaren
- Karin Bruers (1962), cabaretière
- Gaston van Erven (1944-2019), acteur
- Bénédicte Ficq (1957), advocate
- Martin van Geel (1960), voetballer en scheidsrechter
- Tiest van Gestel (1881-1969), handboogschutter
- Dorien Haan (1980), actrice
- Mathieu Hermans (1963), wielrenner
- Floor Jansen (1981), zangeres
- Joris van de Kerkhof (1967), journalist
- Michael de Leeuw (1986), voetballer
- Joris Mathijsen (5 april 1980), voetballer
- Marcel Meeuwis (31 oktober 1980), voetballer
- Pierre van Ostade (1917-2005), radio- en televisiepresentator
- Cees Robben (1909-1988), kunstenaar en tekenaar
- Timo Roosen (1993), wielrenner
- Liz Snoijink (1955), actrice
- Mai Spijkers (1955), uitgever
- Stan Storimans (1969-2008), cameraman
- Jan Taminiau (1975), modeontwerper
- Frank Verbunt (1953), natuurkundige
- Eva van de Wijdeven (1985), actrice
- Ireen Wüst (1986), schaatsster
- Huub Zilverberg (1939), wielrenner

### Geboren
- Bas Birker (1979), cabaretier
- Lieke van den Broek (1986), actrice en zangeres
- Madelief Broos (2004), actrice